# Liga das Nações da CONCACAF C de 2022–23
A Liga das Nações da CONCACAF C de 2022–23 é a terceira e mais baixa divisão da edição 2022–23 da Liga das Nações da CONCACAF, a segunda temporada da competição de futebol que envolve as 41 seleções nacionais masculinas de futebol da CONCACAF. Foi disputada entre 2 de junho de 2022 até 28 de março de 2023.

## Formato
A Liga C é composta por dezesseis seleções. O campeonato será dividido em um grupo de quatro equipes e três grupos de três equipes. Os quatro vencedores dos grupos serão promovidos para a Liga B na próxima edição do torneio.

### Mudanças de equipe
A seguir estão as mudanças de equipes da Liga C da temporada 2019–20:
| Rebaixados da Liga das Nações da CONCACAF B de 2019–20               |
| -------------------------------------------------------------------- |
| - Aruba - República Dominicana - São Cristóvão e Neves - Santa Lúcia |

| Promovidos para Liga das Nações da CONCACAF B de 2022–23 |
| -------------------------------------------------------- |
| - Bahamas - Barbados - Guadalupe - Guatemala             |

### Chaveamento
O sorteio para a fase de grupos ocorreu em 4 de abril de 2022 em Miami, Estados Unidos. Cada um dos sorteios da Liga começou selecionando aleatoriamente uma seleção do Pote 1 e colocando-o no Grupo A de sua respectiva liga. Os sorteios continuaram selecionando as equipes restantes do Pote 1 e posicionando-as nos Grupos B, C e D em ordem sequencial. O mesmo procedimento foi feito para os demais potes. As equipes foram distribuídas nos potes usando o Ranking da CONCACAF.
| Seleção               | Pts | Pos |
| --------------------- | --- | --- |
| São Cristóvão e Neves | 910 | 22  |
| Porto Rico            | 725 | 28  |
| Bonaire               | 718 | 29  |
| Santa Lúcia           | 709 | 30  |

| Seleção         | Pts | Pos |
| --------------- | --- | --- |
| Dominica        | 625 | 32  |
| Aruba           | 528 | 34  |
| Ilhas Caimã     | 512 | 35  |
| Turcas e Caicos | 448 | 36  |

| Seleção                  | Pts | Pos |
| ------------------------ | --- | --- |
| São Martinho Francês     | 381 | 37  |
| São Martinho Neerlandês  | 296 | 38  |
| Ilhas Virgens Americanas | 246 | 39  |
| Anguila                  | 218 | 40  |
| Ilhas Virgens Britânicas | 152 | 41  |

## Grupos
A lista de jogos foi confirmada pela CONCACAF em 6 de abril de 2022.
Todos os horários das partidas seguem o fuso horário local.

### Grupo A
| Pos | Equipe                   | Pts | J | V | E | D | GP | GC | SG  | Promovido                                                              |     | São Martinho | Bonaire | Turcas e Caicos | Ilhas Virgens Americanas |
| --- | ------------------------ | --- | - | - | - | - | -- | -- | --- | ---------------------------------------------------------------------- | --- | ------------ | ------- | --------------- | ------------------------ |
| 1   | São Martinho Neerlandês  | 11  | 6 | 3 | 2 | 1 | 19 | 9  | +10 | Promovido à Liga B e as eliminatórias da Copa Ouro da CONCACAF de 2023 |     | —            | 6–1     | 8–2             | 1–1                      |
| 2   | Bonaire                  | 10  | 6 | 3 | 1 | 2 | 12 | 11 | +1  |                                                                        |     | 2–2          | —       | 1–2             | 2–0                      |
| 3   | Turcas e Caicos          | 9   | 6 | 3 | 0 | 3 | 10 | 16 | −6  |                                                                        | 2–0 | 1–4          | —       | 1–0             |                          |
| 4   | Ilhas Virgens Americanas | 4   | 6 | 1 | 1 | 4 | 5  | 10 | −5  |                                                                        | 1–2 | 0–2          | 3–2     | —               |                          |

| 3 de junho de 2022 | São Martinho Neerlandês | 1 – 1     | Ilhas Virgens Americanas | Stadion Rignaal Jean Francisca, Willemstad (Curaçau) |
| 16:30 (UTC−4)      | Gerritsen 82'           | Relatório | Mack 8'                  | Árbitro: JAM Oshane Nation                           |

| 3 de junho de 2022 | Turcas e Caicos | 1 – 4     | Bonaire                            | TCIFA National Academy, Providenciales |
| 16:30 (UTC−4)      | Shand Jr 86'    | Relatório | Cicilia 5', 16', 80' · Libania 57' | Árbitro: ATG Ken Pennyfeather          |

| 6 de junho de 2022 | Bonaire                | 2 – 2     | São Martinho Neerlandês         | Stadion Rignaal Jean Francisca, Willemstad (Curaçau) |
| 16:00 (UTC−4)      | Libania 9' · Hoeve 18' | Relatório | Kerssies 27' · Hoeve 32' (g.c.) | Árbitro: ARU Ricangel de Leça                        |

| 6 de junho de 2022 | Ilhas Virgens Americanas                  | 3 – 2     | Turcas e Caicos                 | Bethlehem Soccer Stadium, Saint Croix |
| 16:00 (UTC−4)      | Browne 19' · Mills 77' · Mack 90+6' (pen) | Relatório | Paul 45+3' · Farrell 56' (g.c.) | Árbitro: USA Natalie Simon            |

| 11 de junho de 2022 | Ilhas Virgens Americanas | 0 – 2     | Bonaire                  | Bethlehem Soccer Stadium, Saint Croix |
| 16:00 (UTC−4)       |                          | Relatório | Cicilia 81' · Isenia 84' | Árbitro: USA Marcos de Oliveira       |

| 11 de junho de 2022 | São Martinho Neerlandês                                                 | 8 – 2     | Turcas e Caicos   | Stadion Rignaal Jean Francisca, Willemstad (Curaçau) |
| 18:00 (UTC−4)       | Lake 2', 18', 44', 65' · Hughes 14', 63' · Gerritsen 68' · Jacobs 90+4' | Relatório | Forbes 37', 45+3' | Árbitro: MEX Óscar Macías                            |

| 14 de junho de 2022 | Bonaire                       | 2 – 0     | Ilhas Virgens Americanas | Stadion Rignaal Jean Francisca, Willemstad (Curaçau) |
| 16:00 (UTC−4)       | Cicilia 4' · Sonnenschein 33' | Relatório |                          | Árbitro: MEX Katia García                            |

| 14 de junho de 2022 | Turcas e Caicos | 2 – 0     | São Martinho Neerlandês | TCIFA National Academy, Providenciales |
| 16:30 (UTC−4)       | Paul 48', 70'   | Relatório |                         | Árbitro: CAN Myriam Marcotte           |

| 25 de março de 2023 | Turcas e Caicos | 1 – 0     | Ilhas Virgens Americanas | TCIFA National Academy, Providenciales |
| 15:30 (UTC−4)       | Beljour 69'     | Relatório |                          | Árbitro: JAM Christopher Mason         |

| 25 de março de 2023 | São Martinho Neerlandês                                              | 6 – 1     | Bonaire     | Bethlehem Soccer Stadium, Saint Croix (Ilhas Virgens Americanas) |
| 16:00 (UTC−4)       | De Vries 5' · Lake 9', 55', 84' (pen) · Amatkarijo 46' · Illidge 62' | Relatório | Montero 69' | Árbitro: USA Nima Saghafi                                        |

| 28 de março de 2023 | Ilhas Virgens Americanas | 1 – 2     | São Martinho Neerlandês | Bethlehem Soccer Stadium, Saint Croix |
| 19:00 (UTC−4)       | Kendall 76'              | Relatório | Lake 58' · Cox 86'      | Árbitro: SKN Reginald Gumbs           |

| 28 de março de 2023 | Bonaire    | 1 – 2     | Turcas e Caicos | Estádio Antonio Trenidat, Rincon |
| 19:00 (UTC−4)       | Montero 2' | Relatório | Forbes 18', 40' | Árbitro: TRI Kwinsi Williams     |

### Grupo B
| Pos | Equipe                | Pts | J | V | E | D | GP | GC | SG | Promovido                                                              |     | São Cristóvão e Neves | Aruba | São Martinho (França) |
| --- | --------------------- | --- | - | - | - | - | -- | -- | -- | ---------------------------------------------------------------------- | --- | --------------------- | ----- | --------------------- |
| 1   | São Cristóvão e Neves | 10  | 4 | 3 | 1 | 0 | 9  | 4  | +5 | Promovido à Liga B e as eliminatórias da Copa Ouro da CONCACAF de 2023 |     | —                     | 2–0   | 1–1                   |
| 2   | Aruba                 | 4   | 4 | 1 | 1 | 2 | 5  | 5  | 0  |                                                                        |     | 2–3                   | —     | 3–0                   |
| 3   | São Martinho Francês  | 2   | 4 | 0 | 2 | 2 | 2  | 7  | −5 |                                                                        | 1–3 | 0–0                   | —     |                       |

| 3 de junho de 2022 | São Martinho Francês | 0 – 0     | Aruba | Raymond E. Guishard Stadium, The Valley (Anguila) |
| 16:00 (UTC−4)      |                      | Relatório |       | Árbitro: SKN Trevester Richards                   |

| 6 de junho de 2022 | Aruba                             | 3 – 0     | São Martinho Francês | Stadion Rignaal Jean Francisca, Willemstad (Curaçau) |
| 19:00 (UTC−4)      | Groothusen 25', 35' · Maria 45+2' | Relatório |                      | Árbitro: JAM Steffon Dewar                           |

| 9 de junho de 2022 | Aruba                               | 2 – 3     | São Cristóvão e Neves                       | Stadion Rignaal Jean Francisca, Willemstad (Curaçau) |
| 18:00 (UTC−4)      | Breinburg 55' (pen) · Jiménez 90+5' | Relatório | Bertie 6' · Sterling-James 32' · Nelson 83' | Árbitro: JAM Daneon Parchment                        |

| 12 de junho de 2022 | São Cristóvão e Neves | 1 – 1     | São Martinho Francês | Warner Park Sports Complex, Basseterre |
| 19:00 (UTC−4)       | Clarke 90+2'          | Relatório | Arne 34'             | Árbitro: SLV Jaime Herrera             |

| 23 de março de 2023 | São Martinho Francês | 1 – 3     | São Cristóvão e Neves                          | Raymond E. Guishard Stadium, The Valley (Anguila) |
| 15:00 (UTC−4)       | Arne 31'             | Relatório | T. Williams 26' · Sawyers 35' · Panayiotou 89' | Árbitro: JAM Steffon Dewar                        |

| 27 de março de 2023 | São Cristóvão e Neves | 2 – 0     | Aruba | Warner Park Sports Complex, Basseterre |
| 18:00 (UTC−4)       | Freeman 45+1', 80'    | Relatório |       | Árbitro: CRC Benjamin Pineda           |

### Grupo C
| Pos | Equipe      | Pts | J | V | E | D | GP | GC | SG | Promovido                                                              |     | Santa Lúcia | Dominica | Anguila |
| --- | ----------- | --- | - | - | - | - | -- | -- | -- | ---------------------------------------------------------------------- | --- | ----------- | -------- | ------- |
| 1   | Santa Lúcia | 12  | 4 | 4 | 0 | 0 | 8  | 2  | +6 | Promovido à Liga B e as eliminatórias da Copa Ouro da CONCACAF de 2023 |     | —           | 3–1      | 2–0     |
| 2   | Dominica    | 2   | 4 | 0 | 2 | 2 | 2  | 5  | −3 |                                                                        |     | 0–1         | —        | 1–1     |
| 3   | Anguila     | 2   | 4 | 0 | 2 | 2 | 2  | 5  | −3 |                                                                        | 1–2 | 0–0         | —        |         |

| 2 de junho de 2022 | Anguila | 0 – 0     | Dominica | Raymond E. Guishard Technical Centre, The Valley |
| 16:00 (UTC−4)      |         | Relatório |          | Árbitro: SKN Tristley Bassue                     |

| 5 de junho de 2022 | Dominica | 1 – 1     | Anguila      | Warner Park Sports Complex, Basseterre (São Cristóvão e Neves) |
| 15:00 (UTC−4)      | Wade 4'  | Relatório | Guishard 57' | Árbitro: GUY Sherwin Johnson                                   |

| 9 de junho de 2022 | Dominica | 0 – 1     | Santa Lúcia    | Windsor Park, Roseau         |
| 15:00 (UTC−4)      |          | Relatório | Macfarlane 54' | Árbitro: JAM Odette Hamilton |

| 12 de junho de 2022 | Santa Lúcia              | 2 – 0     | Anguila | Daren Sammy Cricket Ground, Gros Islet |
| 18:00 (UTC−4)       | Remy 44' · Frederick 60' | Relatório |         | Árbitro: TRI Kwinsi Williams           |

| 24 de março de 2023 | Anguila       | 1 – 2     | Santa Lúcia                | Raymond E. Guishard Technical Centre, The Valley |
| 15:00 (UTC−4)       | Carpenter 76' | Relatório | Remy 18' · President 45+2' | Árbitro: VIN Moeth Gaymes                        |

| 27 de março de 2023 | Santa Lúcia                        | 3 – 1     | Dominica         | Daren Sammy Cricket Ground, Gros Islet |
| 19:00 (UTC−4)       | President 19' · Frederick 40', 62' | Relatório | Thomas 84' (pen) | Árbitro: CAN Myriam Marcotte           |

### Grupo D
| Pos | Equipe                   | Pts | J | V | E | D | GP | GC | SG  | Promovido                                                              |     | Porto Rico | Ilhas Cayman | Ilhas Virgens Britânicas |
| --- | ------------------------ | --- | - | - | - | - | -- | -- | --- | ---------------------------------------------------------------------- | --- | ---------- | ------------ | ------------------------ |
| 1   | Porto Rico               | 12  | 4 | 4 | 0 | 0 | 17 | 2  | +15 | Promovido à Liga B e as eliminatórias da Copa Ouro da CONCACAF de 2023 |     | —          | 5–1          | 6–0                      |
| 2   | Ilhas Caimã              | 2   | 4 | 0 | 2 | 2 | 3  | 10 | −7  |                                                                        |     | 0–3        | —            | 1–1                      |
| 3   | Ilhas Virgens Britânicas | 2   | 4 | 0 | 2 | 2 | 3  | 11 | −8  |                                                                        | 1–3 | 1–1        | —            |                          |

| 3 de junho de 2022 | Ilhas Virgens Britânicas | 1 – 1     | Ilhas Caimã | A. O. Shirley Recreation Ground, Road Town |
| 16:00 (UTC−4)      | Caesar 63'               | Relatório | Conolly 82' | Árbitro: USA Nima Saghafi                  |

| 6 de junho de 2022 | Ilhas Caimã         | 1 – 1     | Ilhas Virgens Britânicas | Truman Bodden Sports Complex, Grande Caimão |
| 18:00 (UTC−5)      | J. Ebanks 25' (pen) | Relatório | Wilson 46'               | Árbitro: USA Rubiel Vazquez                 |

| 9 de junho de 2022 | Ilhas Caimã | 0 – 3     | Porto Rico                            | Truman Bodden Sports Complex, Grande Caimão |
| 18:00 (UTC−5)      |             | Relatório | Angking 23', 64' (pen) · Valentin 84' | Árbitro: GUA Sergio Reyna                   |

| 12 de junho de 2022 | Porto Rico                                               | 6 – 0     | Ilhas Virgens Britânicas | Estádio de Atletismo de Mayagüez, Mayagüez |
| 18:00 (UTC−4)       | Ríos 12' · Rivera 15' (pen), 39', 49', 51' · G. Díaz 31' | Relatório |                          | Árbitro: SLV Germán Martínez               |

| 23 de março de 2023 | Ilhas Virgens Britânicas | 1 – 3     | Porto Rico                             | A. O. Shirley Recreation Ground, Road Town |
| 15:00 (UTC−4)       | Forbes 36' (pen)         | Relatório | Antonetti 44' · Vega 46' · Silva 90+4' | Árbitro: GRN Reon Radix                    |

| 26 de março de 2023 | Porto Rico                                    | 5 – 1     | Ilhas Caimã     | Estádio Juan Ramón Loubriel, Bayamón |
| 18:00 (UTC−4)       | Rivera 2', 70' · Díaz 40' · Burgos 89', 90+2' | Relatório | Studenhofft 85' | Árbitro: USA Ekaterina Koroleva      |